# Я — втікач-каторжанин
«Я — втікач-каторжанин» (англ. I Am a Fugitive from a Chain Gang) — американський фільм часів докодексового Голлівуду режисера Мервіна Лероя 1932 року за автобіографічним твором Роберта Елліотта Бернса «Я — втікач-каторжник з Джорджії».

## Сюжет
Сержант Джеймс Аллен повертається з Першої світової війни. Родина вважає, що він має бути вдячний за нудну конторську службу, і обурюються, коли Аллен оголошує, що хоче стати інженером. Аллен йде з дому в пошуках роботи. Він випадково попадається на пограбуванні; його засуджують до десяти років каторги, що відрізняється на півдні особливою жорстокістю.
Аллен втікає і добирається до Чикаго, де досягає успіху в будівельному бізнесі. Він заводить роман зі своєю квартирною господинею Мері Вудс, яка, дізнавшись його таємницю, шантажує його. Пізніше Аллен зустрічає дівчину, на ім'я Хелен. Коли він просить дружину про розлучення, вона видає його владі. Йому пропонують помилування у випадку добровільної здачі; Аллен погоджується, не підозрюючи, що це всього лише приманка.

## У ролях
- Пол Муні — Джеймс Аллен
- Гленда Фаррелл — Мері Вудс
- Хелен Вінсон — Хелен
- Ноель Френсіс — Лінда
- Престон Фостер — Піт
- Аллен Дженкінс — Барні Сайкс
- Бертон Черчілл — суддя
- Едвард Елліс — Бомбер Веллс